# Rodrigo Gimeno
Rodrigo Gimeno Molina (* 21. September 1979 in Valencia) ist ein ehemaliger spanischer Fußballspieler.

## Spielerkarriere
Der defensive Mittelfeldspieler Rodri startete seine Karriere 1999 bei Albacete Balompié in der Segunda División. Dort spielte er insgesamt vier Jahre lang und erreichte in seiner letzten Saison mit den Manchegos sogar den Aufstieg in Spaniens Elite-Liga, wobei er mangels Stammplatz jedoch den Verein wechseln musste.
Rodri zog einen Wechsel in die Segunda División B vor, wo er auf den Durchbruch hoffte. Zwar gelang ihm 2004/2005 mit CD Castellón die Rückkehr in Liga 2, doch einen Stammplatz konnte er sich auch in seinen vier Jahren dort nie erspielen. Aus diesem Grunde wechselte Rodri im Sommer 2007 den Club und unterschrieb einen Vertrag bei Hércules CF. Bei den Alicantinern wurde er auf Anhieb Stammspieler und konnte sich als Stütze im Mittelfeld durchsetzen. Nachdem er mit seiner Mannschaft in der Saison 2008/09 als Vierter den Aufstieg knapp verpasst hatte, holte er dies am Ende der Spielzeit 2009/10 nach. Rodri selbst kam in jener Saison jedoch nur unregelmäßig zum Einsatz.
Rodri ging nicht mit Hércules in die Primera División, sondern verließ den Klub im Sommer 2010. Er blieb in der Segunda División und heuerte bei Gimnàstic de Tarragona an. In der Saison 2011/12 wurde er zur Stammkraft, stieg mit seinem Team aber am Saisonende ab. Er spielte anschließend ein Jahr mit dem Verein in der Segunda División B, ehe er im Sommer 2013 seine Laufbahn beendete.

## Erfolge
- 2002/2003 – Aufstieg in die Primera División mit Albacete Balompié
- 2004/2005 – Aufstieg in die Segunda División mit CD Castellón
- 2009/2010 – Aufstieg in die Primera División mit Hércules CF